# Marc Abrahams

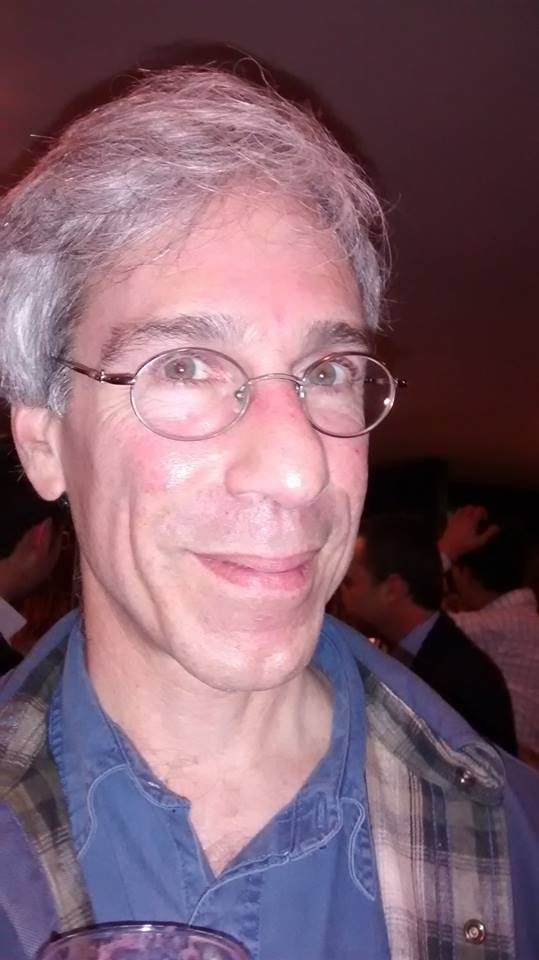
Marc Abrahams, en 2014.

Marc Abrahams  (1956, Estados Unidos) es un matemático estadounidense, conocido como editor y cofundador de la impresión y las ediciones electrónicas de la revista Annals of Improbable Research (AIR) y como columnista regular para el periódico The Guardian, las revistas ¿Cómo Ves? (en México), The Harvard Business Review, Zeitwissen (en Alemania), Le Scienze (en Italia), Etiqueta Negra (en Perú), Embedded Systems Design, Design News (en los Estados Unidos). Dirige, además, la página web www.improbable.com.
Fundador y maestro de ceremonias durante la entrega del Premio Ig Nobel, en la gala que se celebra cada otoño en la Universidad de Harvard, en honor a los logros e investigaciones científicas que primero hacen reír a la gente, y luego pensar. The Washington Post llamó a Marc "el gurú de la nación de académicos grunge".  La revista Journal of the American Medical Association (Revista de la Asociación Médica de Estados Unidos) (JAMA) lo llamó "el duende malicioso de la ciencia." Tiene una licenciatura en matemáticas aplicadas de la Universidad de Harvard, y pasó varios años desarrollando sistemas de reconocimiento óptico de caracteres de ordenador (incluyendo una máquina de lectura para ciegos) en Kurzweil Computer Products, y más tarde fundó Wisdom Simulators, una empresa creadora de software educativo.
Desde 1990-1994 , Marc fue el editor de la revista Journal of Irreproducible Results (Revista de Resultados irreproducibles). En 1994, tras su adquisición por el publicista George Scherr, decidió abandonar la revista y creó, junto a todo el personal de la editorial, la Annals of Improbable Research (AIR). Si bien Scher demandó a AIR alegando que era muy similar a su revista y que, además, le habían robado el nombre "Ig Nobel Prize" (Premio Ig Nobel), la acción legal no prosperó.
Abrahams está casado con la periodista Robin Abrahams, quien se convirtió al judaísmo y es conocida como "Miss Conduct" y como columnista del Boston Globe.

## Obras
- This Is Improbable (Esto es improbable) (ISBN 978-1-85168-931-6)
- The Man Who Tried to Clone Himself (El hombre que trató de clonarse a sí mismo) (ISBN 978-0-45228-772-3)
- Why Chickens Prefer Beautiful Humans (Por qué los pollos prefieren los rostros humanos hermosos) (ISBN 978-0-7528-6846-2)
- The Ig Nobel Prizes (Los Premios Ig Nobel) (ISBN 978-0-525-94753-0)
- Sex as a Heap of Malfunctioning Rubble (El sexo como un montón de escombros que funcionan mal) (ISBN 978-1-56305-312-2)
- The Best of 'Annals of Improbable Research' (ISBN 978-0-71673-094-1)